# Dolmen von Saint-Jean
Der Dolmen von Saint-Jean (auch Bez an Inkinerez, Gouele Sant Yann, Dolmen de Christ oder Tombeau/Lit de la Fileuse – deutsch Grab/Bett der Spinnerin – genannt) liegt an einem Feldrand beim Weiler Christ in der Gemeinde Guimaëc (auch Gwimaeg) im Département Finistère in der Bretagne in Frankreich. Dolmen ist in Frankreich der Oberbegriff für neolithische Megalithanlagen aller Art (siehe: Französische Nomenklatur).
Der aus acht massiven Tragsteinen bestehende Rest einer heute decksteinlosen Allée couverte hat eine etwa 3,4 m lange, 0,8 m breite und 0,6 m hohe Kammer. Abseits liegen weitere große Steine, die zur Anlage gehören sollen.

Dolmen von Saint-Jean
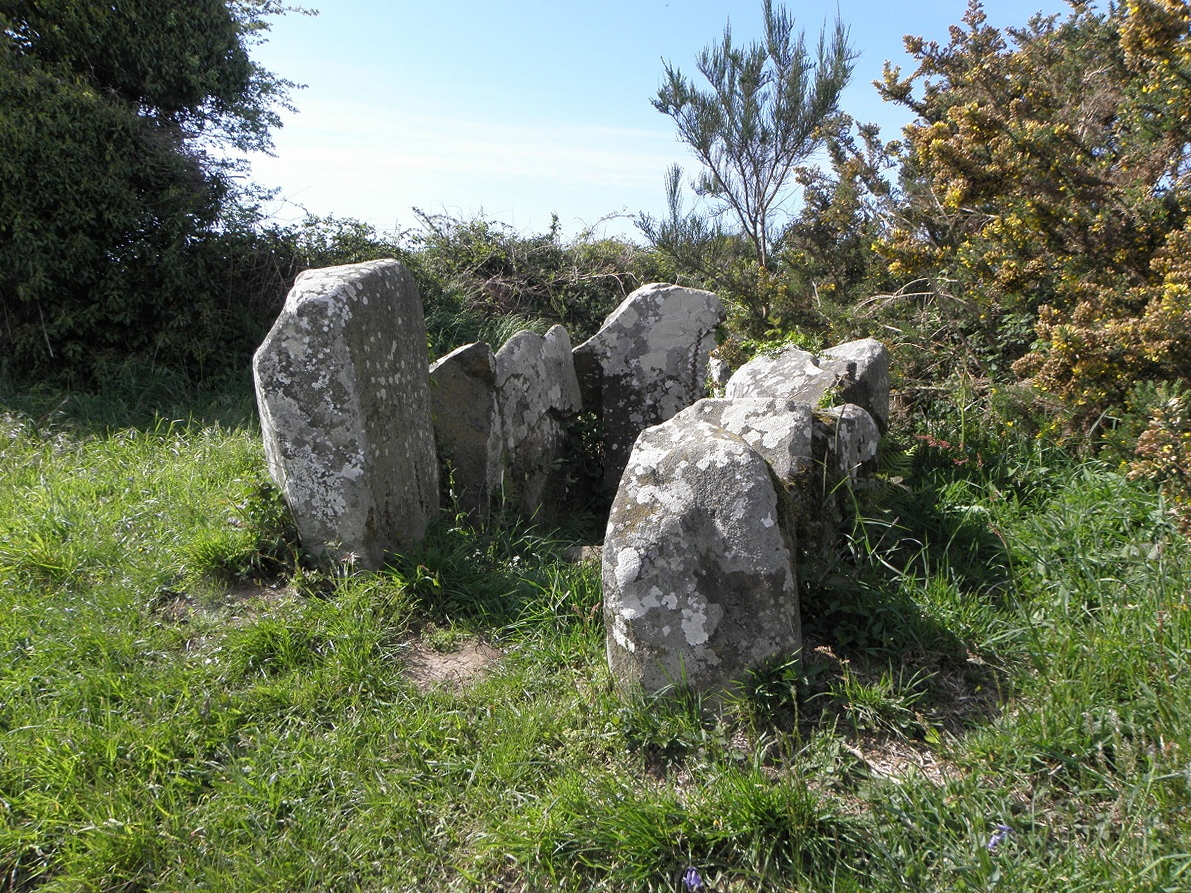
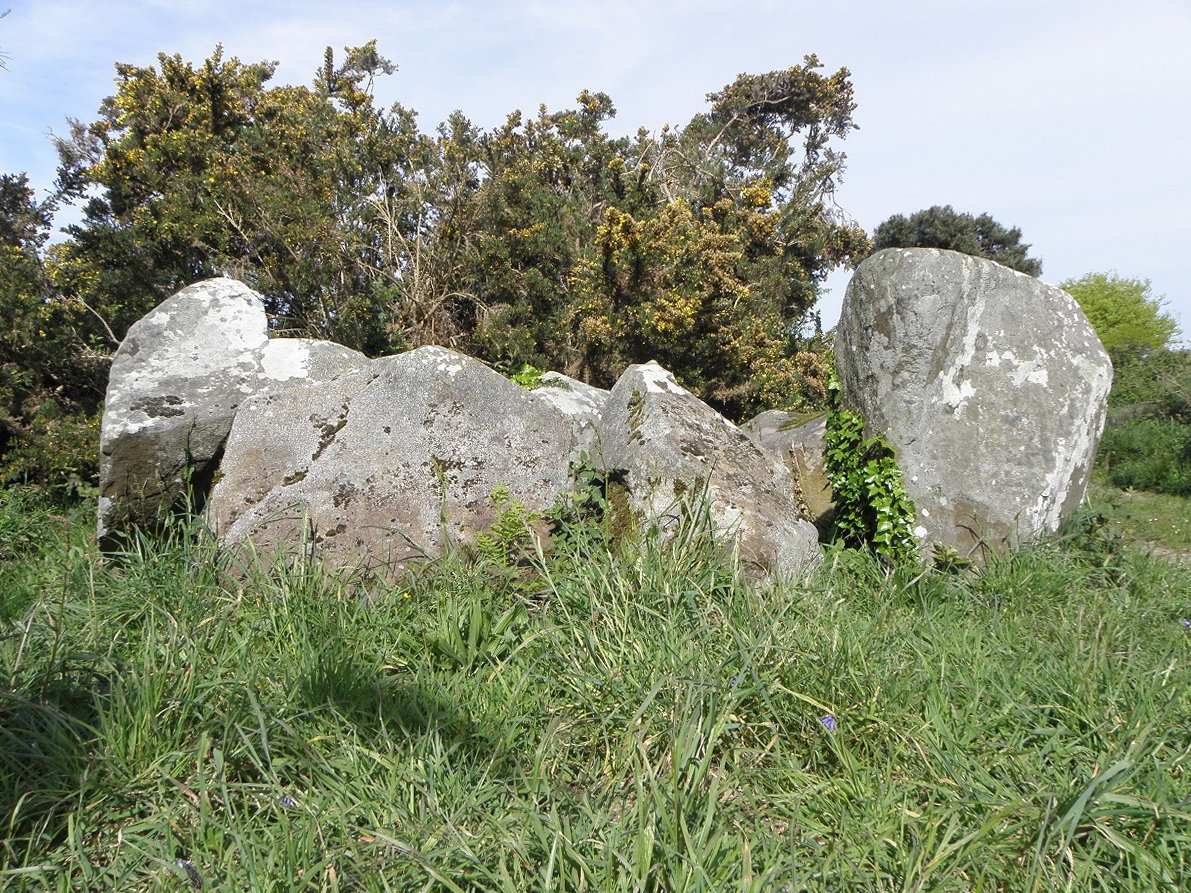
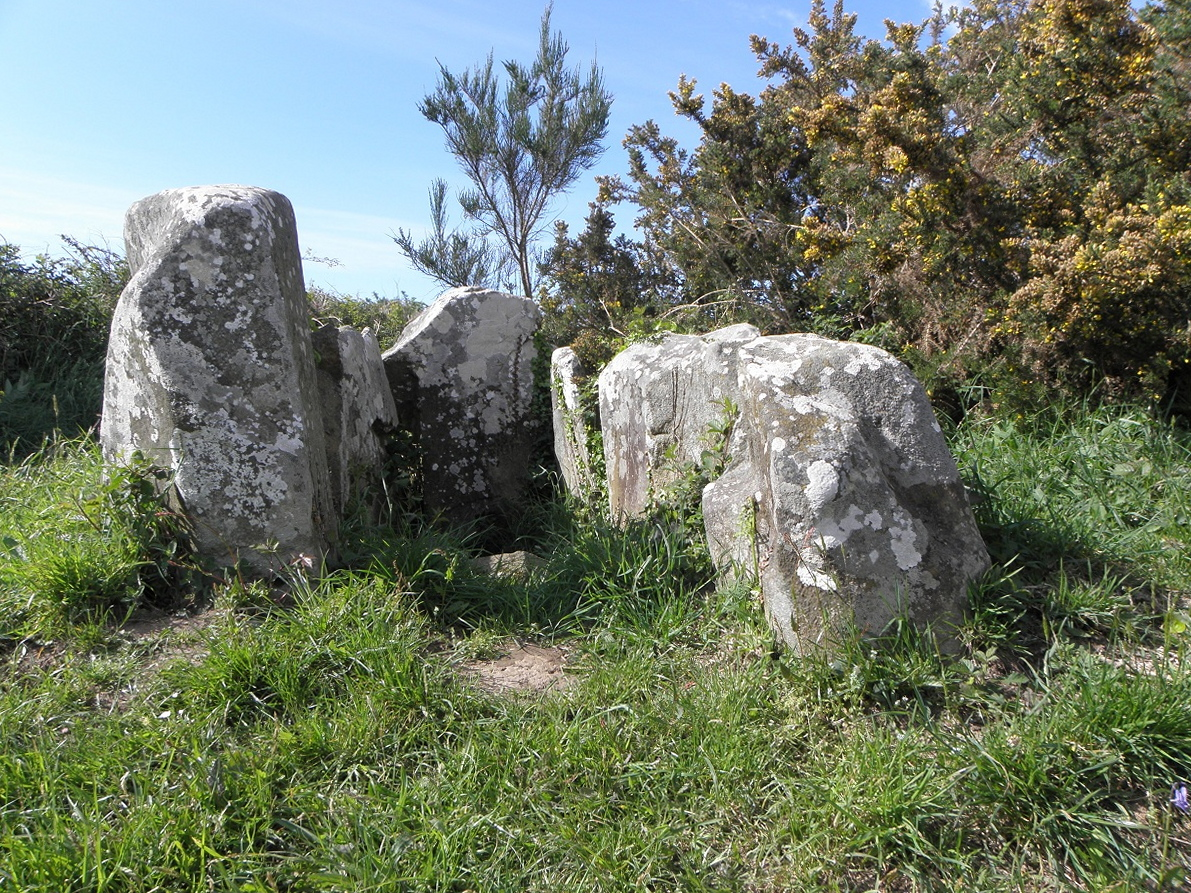
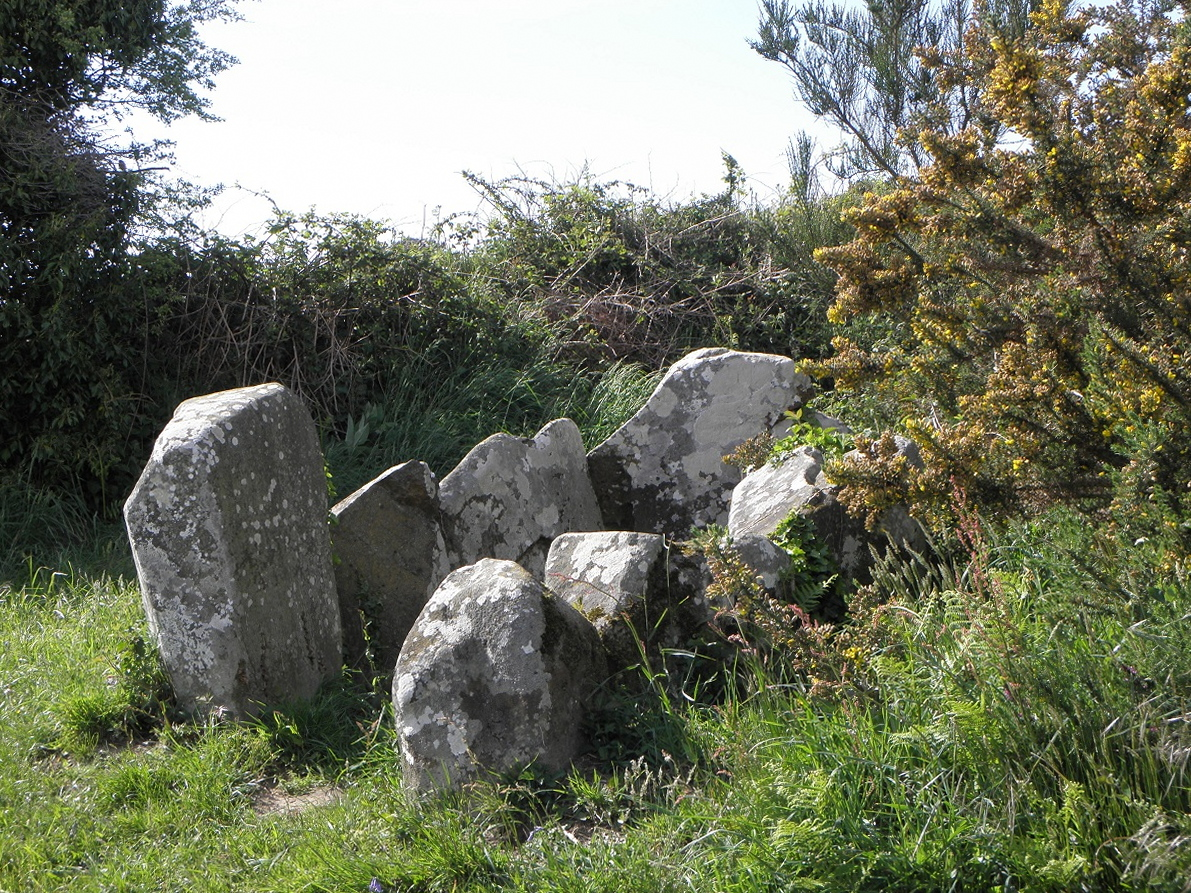

In der Vergangenheit rieben die Pilger auf der Wallfahrt nach Saint-Jean-du-Doigt ihren Rücken an den Steinen, was Rheuma verhindern sollte.
Eine Legende erzählt von einer spinnenden Hexe, die ihre Spinnwirtel weit in die Nachbargemeinden geschleudert hat.
Die Anlage wurde 1930 als Monument historique klassifiziert.